# Tomorrow Will Be Fine
《Tomorrow will be fine.》是台灣獨立音樂樂團蘇打綠於2020年2月24日發行的第十二張單曲。此首首唱於2020年2月23日吳青峰的「太空備忘記」台北場演唱會安可曲。

## 製作名單

### 蘇打綠
- 吳青峰：主唱、和聲
- 史俊威：鼓、和聲
- 謝馨儀：貝斯、和聲
- 龔鈺祺：鋼琴、和聲
- 何景揚：木吉他、和聲
- 劉家凱：電吉他、和聲

### 製作行政資訊
製作人：徐千秀
編曲：蘇打綠
演唱：蘇打綠 
錄音師：單為明（Lights Up Studio）
錄音助理：于世政（Lights Up Studio）
混音師：柯宗佑菲蒂蔻娜錄音室（Fatty Corner Studio）
母帶後期製作工程師：Ted Jensen（Sterling Sound）
詞曲：史俊威
導演：8id studio 
導演：李伯恩、蘇聖、SuZan（我的檔期 My Schedule）
發行：環球唱片

## 外部連結
- 蘇打綠 sodagreen -【Tomorrow will be fine.】Vertical Video（页面存档备份，存于）（YouTube）
- 蘇打綠 sodagreen -【Tomorrow will be fine.】 Official Music Video（页面存档备份，存于）（YouTube）